# Max Schnur (acteur)
Max Schnur (Antwerpen, 17 december 1936 – aldaar, 26 februari 1995) was een Belgisch acteur die voornamelijk bekend was om zijn beperkte lengte: hij was slechts 1,60 meter. Hij overleed onverwacht op 58-jarige leeftijd.

## Carrière
Schnur was te zien in diverse televisieseries en films, meestal in een kleine, beperkte rol. Zijn debuut was in de film De knecht van twee meesters uit 1970.

## Filmografie
- Walhalla (1995): oude man
- De vliegende Hollander (1995): voorman
- Ad Fundum (1993): man in snackbar
- Daens (1992): oude man
- Dilemma (1990)
- De zoete smaak van goudlikeur (1988)
- Gaston en Leo in Hong Kong (1988): Robert
- De paniekzaaiers (1986): driewieler bestuurder
- Traversées (1984)
- Zaman (1983)
- Na de liefde (1983): Van Schaemel
- De Piramide (1981)
- Esmoreit (1980): Platus
- Hellegat (1980): Fons
- Slachtvee (1979): Inspecteur-assistent
- In alle stilte (1978): Dronkaard
- Geloof, hoop en liefde (1977): Invalide
- In perfecte staat (1977): Verzekeringsagent
- De nachttrein naar Savannah Georgia (1976): Guttenstein
- Pallieter (1976)
- De dwaze lotgevallen van Sherlock Jones (1975): moordenaar
- Verbrande Brug (1975): Garagist
- Baas Gansendonck (1974): Kobe
- Nachtroute Brussel - Luxemburg (1974): Michel
- Waar de vogeltjes hoesten (1974): ecoloog
- Salut en de kost (1974): Alex
- Twee clowns en een kubus (1973)
- De arme edelman (1973): Kastelijn
- Bruiloft (1972): vriend van de bruidegom
- De familie Tot (1971): Assistent
- Midzomernachtsdroom (1970): Philostrates
- De knecht van twee meesters (1970): Truffaldino

## Kortfilms
- De Kist (1992)
- Gejaagd door de winst (1978): Militair

## Series
- Zomerrust (1994): Gust Van Genechten
- Het Park (enkel in de eerste reeks)1993–1995): Fons
- F.C. De Kampioenen (1993): Fietser (in aflevering "De motorfiets")
- Moeder, waarom leven wij? (1993): John (Enkel in de tweede aflevering)
- Dag Sinterklaas, seizoen 2, aflevering 8 (1993): Inbreker (gastrol)
- Alfa Papa Tango (1990): Enkel in derde aflevering
- Langs de Kade (1990): Enkel in aflevering "De Rodeoman"
- Benidorm (1989): Tuur
- Bompa (1989): Modest
- Klein Londen, Klein Berlijn (1988)
- L'heure Simenon (1988): Enkel in aflevering "Pelsenhandelaar"
- Het ultieme kerstverhaal (1987): Handelsreiziger
- De vulgaire geschiedenis van Charelke Dop (1985): Lamme Glas
- Klinkaart (1984): Tutti
- De Vlaschaard (1983): Doorken de Slijter
- Merlina (1983): Lepe Leo (personage te zien in een beperkt aantal afleveringen)
- Sil de Strandjutter (1976): Personage enkel in eerste aflevering
- Hof van Holland (1976): Rechter
- Oorlogswinter (1975): wederkerend personage Jitzchak Kleerkoper
- Centraal Station (1974): Charlie
- Merijntje Gijzens Jeugd (1974): Pinneke Testers
- De Kat (1973): Tristan

## Hoorspelen
- Kasper in de onderwereld (1979): Staker